# Justin Foxton
Justin Foxton (ur. 24 września 1849 w Melbourne, zm. 23 czerwca 1916 w Brisbane) – australijski prawnik, żołnierz i polityk. Członek Izby Reprezentantów w latach 1906-10, minister bez teki w czwartym gabinecie Alfreda Deakina (1909-1910).

## Życiorys
Pochodził ze środowiska zamożnych mieszczan z Melbourne. Jego ojciec, kapitan John Foxton, najpierw służył w marynarce wojennej, a następnie został księgowym. Młody Justin jako piętnastolatek opuścił dom rodzinny i przeniósł się do kolonii Queensland, gdzie po okresie pracy na stacji hodowlanej bydła trafił do kancelarii prawnej, co ostatecznie doprowadziło do tego, iż w 1871 sam uzyskał prawo wykonywania zawodu adwokata. Równocześnie działał w ochotniczych formacjach wojskowych, gdzie służył przez 30 lat i doszedł do szczebla dowódcy tego typu jednostek w całym Queensland.
W 1883 podjął karierę polityczną, został wybrany do Zgromadzenia Ustawodawczego Queensland, które w 1901 z parlamentu kolonii brytyjskiej przekształciło się w parlament jednego ze stanów nowo powstałego Związku Australijskiego. Foxton zasiadał w nim przez 21 lat, do roku 1904, w którym nie zdołał uzyskać kolejnej reelekcji. W 1906 wystartował z powodzeniem do federalnej Izby Reprezentantów, gdzie zasiadł w ławach Partii Antysocjalistycznej, która potem weszła w skład Związkowej Partii Liberalnej. W 1909 był krótko adiutantem gubernatora generalnego Australii, co było jednak funkcją głównie honorową. W tym samym roku wszedł jako minister bez teki do gabinetu Alfreda Deakina.
W 1910 opuścił rząd i parlament, przechodząc na polityczną emeryturę. Próbował swoich sił jako inwestor i przedsiębiorca, ale przyniosło mu to tylko straty. Zmarł w 1916 w wieku 66 lat, za przyczynę zgonu uznano chorobę naczyń mózgowych. Pozostawił żonę i dwóch dorosłych synów, którzy w czasie jego śmierci służyli jako ochotnicy na frontach I wojny światowej, a także córkę (lub dwie córki, według innych źródeł).

### Odznaczenia
W 1903 za swoje zasługi dla obronności otrzymał Order św. Michała i św. Jerzego klasy Komandor (CMG).